# Jacques Verberckt
Jacob dit Jacques Verberckt (ou Verbrecht) est un sculpteur, ébéniste et ornemaniste français d'origine flamande né à Anvers le 24 février 1704 et mort le 9 décembre 1771. Il utilise le style rocaille.

## Vie
Né à Anvers dans une famille d'orfèvres, Jacob Verberckt étudie dans sa ville natale sous la direction de son oncle, Michiel van der Voort. Il s'installe à Paris vers 1716 et, dès 1727, il travaille pour les Bâtiments du Roi, sculptant des boiseries et des cadres. Apprécié du Premier architecte du Roi, Jacques V Gabriel, puis de son fils Ange-Jacques Gabriel, il travaille dans plusieurs châteaux royaux. Il est agréé par l'Académie royale en 1733.
Sous la direction de Robert de Cotte, il collabore avec Jules Degoullons à Versailles pour la chambre de la Reine (1730), les appartements du Dauphin (1736) et la petite galerie des appartements du Roi (1736). En 1734, après la mort de Degoullons et de Le Goupil, il devient le principal ornemaniste de l'équipe des Bâtiments du Roi.
Ange-Jacques Gabriel le fait travailler entre 1735 et 1738 dans les appartements du Roi (chambre de Louis XV, 1738 ; cabinet de la pendule, 1738-1739), l'appartement intérieur de Mme Adélaïde (1752), au château de Fontainebleau (chambre du Roi, 1752), à La Muette, Choisy (1755-1765), Bellevue et Saint-Hubert. 
S'il ne dessine pas lui-même, à la différence de François-Antoine Vassé, Verberckt est particulièrement habile à interpréter les croquis de Gabriel. Son style, caractéristique du rocaille le plus riche, est caractérisé par une attention aussi grande portée aux encadrements des panneaux qu'à leur décor central.
Il travaille également :
- au château de Bellevue (1749-1750) et à hôtel d'Évreux (1754-1755) pour Madame de Pompadour ;
- à l'hôtel de Longueuil, 51 rue de l'Université, pour Louis-Armand de Seiglières de Belleforière, marquis de Soyecourt ;
- à l'hôtel de Castries, 72 rue de Varenne, pour le marquis de Castries (1761).

On peut penser qu'il a travaillé à la chambre de la princesse de l'hôtel de Soubise, rue des Francs-Bourgeois à Paris (1735-1739).

## Œuvre
Peu de ses sculptures ont été conservées. On peut citer :
- La Fontaine de la Douane à Bordeaux (1740)
- Intervention à Bordeaux pour les décorations de la Place de la Bourse.
- Une paire de vases en marbre pour les jardins de Choisy (1747), dont l'un est aujourd'hui au musée du Louvre
- Le piédestal de la statue de Jacques Saly : L'Amour essayant une de ses flèches (1753).
- Il a exécuté les boiseries de plusieurs pièces du château de Versailles : chambre de la Reine et chambre du Roi
- Décor de la chambre du roi au château de Fontainebleau.
- Château de Bellevue (Meudon)